# Ralph Metcalfe
Ralph Harold Metcalfe, ameriški atlet in politik, * 30. maj 1910, Atlanta, ZDA, † 10. oktober 1978, Chicago, ZDA.
Metcalfe je v svoji karieri nastopil na poletnih olimpijskih igrah v letih 1932 v Los Angelesu in 1936 v Berlinu, kjer je skupno osvojil štiri medalje. Leta 1932 je osvojil naslov olimpijskega podprvaka v teku na 100 m in bronasto medaljo na 200 m, leta 1936 pa naslov olimpijskega prvaka v štafeti 4×100 m in podprvaka na 100 m. S časom 10,3 s je bil svetovni sorekorder v teku na 100 m.
Po končani športni karieri je deloval kot politik Demokratske stranke v kongresu.